# قطعنامه ۱۵۸۳ شورای امنیت
قطعنامه ۱۵۸۳ شورای امنیت سازمان ملل متحد که در تاریخ ۲۸ ژانویه ۲۰۰۵ تصویب شد، سندی بین‌المللی دربارهٔ بررسی وضعیت در گرجستان است. این قطعنامه طی نشست ۵۱۱۶ام با ۱۵ رای موافق، ۰ مخالف و ۰ ممتنع تصویب شد.